# Pardosa suwai
Pardosa suwai là một loài nhện trong họ Lycosidae.
Loài này thuộc chi Pardosa. Pardosa suwai được Hozumi Tanaka miêu tả năm 1985.